# Joseph Lévy-Valensi
Pour les articles homonymes, voir Lévy et Valensi (homonymie).
Joseph Lévy-Valensi est un neuropsychiatre, professeur à la faculté de médecine de Paris et historien de la médecine français. Il est né à Marseille le 28 octobre 1879 et mort assassiné au camp de concentration d'Auschwitz, le 25 novembre 1943.

## Carrière
Il est nommé interne des hôpitaux de Paris en 1899. Il reçoit la Légion d'Honneur à titre militaire lors de la Première Guerre Mondiale, conflit au cours duquel il a été blessé. En 1929, il est nommé professeur agrégé de médecine et exerce auprès du professeur Henri Claude à la CMME (clinique des maladies mentales et de l'encéphale) de l'hôpital Sainte-Anne, à Paris. En 1939, il devient historien de la médecine mais il est à nouveau mobilisé. En 1942, malgré les interdictions fixées par le statut des juifs en 1940-1941, son nom est proposé par le conseil de faculté pour la chaire de la CMME. Il se réfugie à Nice mais est arrêté par la rafle collective qui a eu lieu à la gare. Interné à Drancy, il est déporté à Auschwitz où son convoi arrive le 23 septembre 1943. Il est gazé trois jours plus tard. Il habitait au 9 boulevard Delessert à Paris.

## Publications
- « Note sur le suicide du duc de Bourbon (27 août 1830) : étude de psycho-pathologie historique » (Bulletin de la Société française d'Histoire de la médecine, 21; 195-200, 1927.
- Louvel le magnicide. Étude de psycho-pathologie médico-légale (avec Denis Pigot. Paris, G. Doin, extrait de L'Hygiène mentale, XXIV, 5 ; 126-150) : une étude du cas de Louis Pierre Louvel, assassin du duc de Berry en 1929.
- « L'affaire de La Roncière » (avec S. Séguinot), L'Hygiène Mentale, XXIV, 5:150-156, 1929.
- « Urbain Grandier et les Possédées de Loudun », La Semaine des hôpitaux (no 15; 515-527, 1933.
- La médecine et les médecins français au XVIIe siècle, Paris, J.B. Baillière. Avec 51 planches et 86 figures dans le texte, 1933.
- « Mesmer et la suggestion », Congrès des médecins aliénistes (Bruxelles) (C.-R., Paris, Masson, p. 431-434), 1935.
- (Avec Maxime Laignel-Lavastine), Histoire de la presse médicale française aux XVIIe et XVIIIe siècles, Paris, l'Expansion scientifique française, en 1936.
- « La presse médicale française au XVIIe siècle. Les journaux de Nicolas de Blégny », Paris, Paris Médical, 38 p., en 1937[1].

## Distinctions et postérité
- 1915 :  Chevalier de la Légion d'honneur[3].
- Le bâtiment qui abrite la clinique des maladies mentales et de l'encéphale de Sainte-Anne porte son nom.